# Kemune
Kemune (có thể là thành phố cổ Zakhiku) là một địa điểm khảo cổ được phát hiện ở hồ chứa của Đập Mosul trong vùng Kurdistan thuộc Iraq vào năm 2010, và được khai quật lần đầu năm 2019. Đây vốn là một cung điện được xây dựng trên bờ sông Tigris thời kỳ Mitanni.